# Morti nel 1956
| Questa pagina contiene informazioni ricavate automaticamente dalle voci biografiche con l'ausilio del template Bio e di un bot. L'aggiornamento è periodico e automatico e ricostruisce completamente la pagina. Se manca una persona in questa lista, sei pregato di non aggiungerla, ma accertati piuttosto che la sua voce biografica contenga il template Bio e che i dati anagrafici siano correttamente compilati. Se il template Bio manca, inseriscilo tu stesso o, in alternativa, metti l'avviso {{tmp\|Bio}} che ne segnala la mancanza. Se i dati riportati sono sbagliati, correggi direttamente la voce biografica; le modifiche saranno visibili in questa lista entro pochi giorni. Per chiarimenti vedi il progetto biografie. La lista contiene solo le 885 persone che sono citate nell'enciclopedia e per le quali è stato implementato correttamente il template Bio. Pagina aggiornata al 18 ago 2025. |

## Gennaio(58)
- 1º gennaio - Umberto Gelmetti, politico italiano (n. 1895)
- 2 gennaio - Fernand Jourdant, schermidore francese (n. 1903)
- 2 gennaio - Omero Schiassi, sindacalista e politico italiano (n. 1877)
- 3 gennaio - Giuseppe Barone, pittore italiano (n. 1887)
- 3 gennaio - Luigi Borromeo, avvocato e politico italiano (n. 1904)
- 3 gennaio - Italo Clerici, attore teatrale italiano (n. 1901)
- 3 gennaio - Vladimir Ivanovič Gončukov, regista cinematografico sovietico (n. 1910)
- 3 gennaio - Aleksandr Tichonovič Grečaninov, compositore russo (n. 1864)
- 3 gennaio - Arturo Tosi, pittore italiano (n. 1871)
- 3 gennaio - Joseph Wirth, politico tedesco (n. 1879)
- 4 gennaio - Märtha Adlerstråhle, tennista svedese (n. 1868)
- 4 gennaio - Cino Vitta, giurista italiano (n. 1873)
- 5 gennaio - Pierre Duhart, allenatore di calcio e calciatore uruguaiano (n. 1910)
- 5 gennaio - Mistinguett, attrice e cantante francese (n. 1875)
- 5 gennaio - Gaspare Oliverio, archeologo e epigrafista italiano (n. 1887)
- 5 gennaio - Genoveva Torres Morales, religiosa spagnola (n. 1870)
- 6 gennaio - Pietro Ceccato, imprenditore italiano (n. 1905)
- 7 gennaio - Edoardo Mariani, calciatore italiano (n. 1893)
- 8 gennaio - Giuseppe Aliberti, calciatore e allenatore di calcio italiano (n. 1901)
- 9 gennaio - Marion Leonard, attrice statunitense (n. 1881)
- 10 gennaio - Augustine Kandathil, arcivescovo cattolico indiano (n. 1874)
- 10 gennaio - César Moro, poeta e pittore peruviano (n. 1903)
- 10 gennaio - Marco Arturo Vicini, avvocato e politico italiano (n. 1874)
- 10 gennaio - Rudolph Wolken, lottatore statunitense (n. 1881)
- 12 gennaio - Domenico Giuliotti, scrittore italiano (n. 1877)
- 12 gennaio - Norman Kerry, attore statunitense (n. 1894)
- 12 gennaio - Sam Langford, pugile canadese (n. 1883)
- 12 gennaio - Friedrich Wilhelm von Bissing, egittologo tedesco (n. 1873)
- 13 gennaio - Lyonel Feininger, pittore statunitense (n. 1871)
- 13 gennaio - Dagmar Möller, soprano svedese (n. 1866)
- 15 gennaio - Pál Simon, velocista ungherese (n. 1891)
- 16 gennaio - Luigi Stefanini, filosofo e pedagogista italiano (n. 1891)
- 17 gennaio - José Enrique Marrero Regalado, architetto spagnolo (n. 1897)
- 18 gennaio - Konstantin Päts, politico estone (n. 1874)
- 19 gennaio - Charles Dingle, attore statunitense (n. 1887)
- 19 gennaio - Nikolaj Panin-Kolomenkin, pattinatore artistico su ghiaccio e tiratore a segno russo (n. 1872)
- 20 gennaio - Rodolfo Loffredo, magistrato e politico italiano (n. 1870)
- 21 gennaio - Adriano Galli, ingegnere italiano (n. 1904)
- 22 gennaio - Giuseppe Musolino, brigante italiano (n. 1876)
- 22 gennaio - Renato Ricci, politico e generale italiano (n. 1896)
- 23 gennaio - Thami El Glaoui, politico marocchino (n. 1879)
- 23 gennaio - Billy Evans, dirigente sportivo e arbitro di baseball statunitense (n. 1884)
- 23 gennaio - Alexander Korda, regista e produttore cinematografico ungherese (n. 1893)
- 23 gennaio - Daniel Swarovski, imprenditore e inventore austriaco (n. 1862)
- 24 gennaio - André Basset, orientalista e linguista francese (n. 1895)
- 24 gennaio - Secondo Caire, calciatore italiano (n. 1893)
- 24 gennaio - Frank Garcia, cestista e giocatore di baseball statunitense (n. 1917)
- 25 gennaio - Luigi Portigliatti, calciatore e arbitro di calcio italiano (n. 1888)
- 26 gennaio - Eraldo Giunchi, attore italiano (n. 1906)
- 27 gennaio - William Horschke, ginnasta e multiplista statunitense (n. 1879)
- 27 gennaio - Erich Kleiber, direttore d'orchestra e compositore austriaco (n. 1890)
- 28 gennaio - Joseph V. McKee, politico e insegnante statunitense (n. 1889)
- 29 gennaio - Pietro Bragaglia, ginnasta italiano (n. 1878)
- 29 gennaio - Ciro Galvani, attore italiano (n. 1867)
- 29 gennaio - Henry Louis Mencken, giornalista e saggista statunitense (n. 1880)
- 31 gennaio - Giuseppe Ar, pittore italiano (n. 1898)
- 31 gennaio - Battista Bardanzellu, avvocato, giurista e politico italiano (n. 1885)
- 31 gennaio - A. A. Milne, scrittore britannico (n. 1882)

## Febbraio(84)
- 1º febbraio - Roland Alexandre, attore francese (n. 1927)
- 1º febbraio - Carl Platou, politico norvegese (n. 1885)
- 1º febbraio - Tina Poli-Randaccio, soprano italiana (n. 1879)
- 2 febbraio - Frano Alfirević, poeta jugoslavo (n. 1903)
- 2 febbraio - Charley Grapewin, attore statunitense (n. 1869)
- 2 febbraio - Truxton Hare, multiplista, martellista e pesista statunitense (n. 1878)
- 2 febbraio - Pëtr Petrovič Končalovskij, pittore russo (n. 1876)
- 2 febbraio - Ottone Schanzer, letterato e librettista austriaco (n. 1877)
- 3 febbraio - Émile Borel, matematico e politico francese (n. 1871)
- 3 febbraio - Johnny Claes, pilota di Formula 1 belga (n. 1916)
- 3 febbraio - Guglielmo Fornagiari, militare e aviatore italiano (n. 1892)
- 3 febbraio - Pier Silverio Leicht, giurista, storico e bibliotecario italiano (n. 1874)
- 3 febbraio - Robert Yerkes, psicologo statunitense (n. 1876)
- 4 febbraio - Melek Tourhan, nobile egiziana (n. 1869)
- 5 febbraio - Savelij Grigor'evič Tartakover, scacchista polacco (n. 1887)
- 6 febbraio - Henri Chrétien, fisico e astronomo francese (n. 1879)
- 6 febbraio - Ennis Hayes, calciatore argentino (n. 1896)
- 7 febbraio - Luigi Messedaglia, politico e medico italiano (n. 1874)
- 8 febbraio - Vera Lewis, attrice statunitense (n. 1873)
- 8 febbraio - Connie Mack, giocatore di baseball e allenatore di baseball statunitense (n. 1862)
- 8 febbraio - Gustav Sandberg, calciatore svedese (n. 1888)
- 9 febbraio - Leopoldo da Alpandeire, religioso spagnolo (n. 1864)
- 9 febbraio - Inge Heijbroek, hockeista su prato olandese (n. 1915)
- 9 febbraio - Léon Huybrechts, velista belga (n. 1876)
- 9 febbraio - Rinaldo Varalda, calciatore italiano (n. 1895)
- 10 febbraio - Elifasi Msomi, assassino seriale sudafricano
- 10 febbraio - Leonora Speyer, poetessa e violinista statunitense (n. 1872)
- 10 febbraio - Hugh Trenchard, I visconte Trenchard, generale britannico (n. 1873)
- 10 febbraio - Emmanouil Tsouderos, politico greco (n. 1882)
- 12 febbraio - Rodolfo Benini, statistico italiano (n. 1862)
- 12 febbraio - Moritz Heidegger, bobbista liechtensteinese (n. 1932)
- 13 febbraio - Jan Łukasiewicz, filosofo e logico polacco (n. 1878)
- 13 febbraio - Richard Olsen, canottiere danese (n. 1911)
- 14 febbraio - Carlos Enrique Díaz Sáenz Valiente, tiratore a segno e pilota automobilistico argentino (n. 1917)
- 15 febbraio - Antonio Mantiero, vescovo cattolico italiano (n. 1884)
- 15 febbraio - Umberto Zamboni, militare e politico italiano (n. 1865)
- 16 febbraio - Mario Massa, nuotatore italiano (n. 1892)
- 16 febbraio - Meghnad Saha, astrofisico indiano (n. 1893)
- 16 febbraio - Ezio Vanoni, economista e politico italiano (n. 1903)
- 18 febbraio - Paolo Buzzi, poeta e scrittore italiano (n. 1874)
- 18 febbraio - Gustave Charpentier, compositore francese (n. 1860)
- 18 febbraio - Joseph Hurard, pittore francese (n. 1887)
- 18 febbraio - Giuseppe Siccardi, scultore italiano (n. 1883)
- 19 febbraio - Tod Slaughter, attore britannico (n. 1885)
- 19 febbraio - Michele D'Aquino, magistrato e politico italiano (n. 1870)
- 20 febbraio - Heinrich Barkhausen, fisico tedesco (n. 1881)
- 20 febbraio - Henri Claudel, generale francese (n. 1871)
- 20 febbraio - Attilio Tamaro, storico, diplomatico e giornalista italiano (n. 1884)
- 21 febbraio - Camillo Bregant, generale austriaco (n. 1879)
- 21 febbraio - George Davidson, dirigente sportivo, imprenditore e ciclista su strada britannico (n. 1865)
- 21 febbraio - Paul Christian Frank, avvocato e politico norvegese (n. 1879)
- 21 febbraio - Ettore Janni, giornalista, critico letterario e politico italiano (n. 1875)
- 22 febbraio - Harry Lewis, pugile statunitense (n. 1886)
- 22 febbraio - Giovanni Gaia, calciatore e giornalista italiano (n. 1900)
- 22 febbraio - Paul Léautaud, scrittore e critico teatrale francese (n. 1872)
- 22 febbraio - John Patterson, fisico e meteorologo canadese (n. 1872)
- 22 febbraio - Alexandros Svolos, politico greco (n. 1892)
- 23 febbraio - Jack Dragna, mafioso italiano (n. 1891)
- 23 febbraio - Edward John Galvin, missionario e vescovo cattolico irlandese (n. 1882)
- 23 febbraio - Johannes Gabriel Granö, esploratore e geografo finlandese (n. 1882)
- 23 febbraio - Marcel Griaule, etnologo francese (n. 1898)
- 23 febbraio - Arturo Miolati, chimico italiano (n. 1869)
- 23 febbraio - Rose Tapley, attrice statunitense (n. 1881)
- 24 febbraio - František Kolenatý, calciatore cecoslovacco (n. 1900)
- 24 febbraio - Gerrit Smith Miller, zoologo e botanico statunitense (n. 1869)
- 25 febbraio - Francesco Guglielmino, poeta, latinista e critico letterario italiano (n. 1872)
- 25 febbraio - Marij Kogoj, compositore jugoslavo (n. 1892)
- 25 febbraio - Elmer Drew Merrill, botanico statunitense (n. 1876)
- 25 febbraio - Philip Tilden, architetto inglese (n. 1887)
- 25 febbraio - Francesco Giustino Troilo, politico italiano (n. 1888)
- 26 febbraio - Gabriele Jannelli, politico italiano (n. 1892)
- 26 febbraio - Vincenzo Lante, politico italiano (n. 1879)
- 26 febbraio - Mary Mersch, attrice statunitense (n. 1887)
- 26 febbraio - Irvine Robertson, canottiere canadese (n. 1882)
- 27 febbraio - Camillo Pasquali, politico italiano (n. 1909)
- 27 febbraio - Annibale Pastore, filosofo italiano (n. 1868)
- 27 febbraio - Günther Ramin, organista, direttore d'orchestra e compositore tedesco (n. 1898)
- 27 febbraio - Percy Mayow Ryves, astronomo britannico (n. 1881)
- 27 febbraio - Daniele Varè, diplomatico e scrittore italiano (n. 1880)
- 28 febbraio - Carlo Gnocchi, presbitero, educatore e attivista italiano (n. 1902)
- 28 febbraio - W. Howard Greene, direttore della fotografia statunitense (n. 1895)
- 28 febbraio - Frigyes Riesz, matematico ungherese (n. 1880)
- 29 febbraio - Elpidio Quirino, politico filippino (n. 1890)
- 29 febbraio - Simón Radowitzky, anarchico russo (n. 1891)

## Marzo(81)
- 1º marzo - Touria Chaoui, aviatrice marocchina (n. 1936)
- 1º marzo - Henriette Renié, arpista e compositrice francese (n. 1875)
- 2 marzo - Nedda Falzolgher, poetessa e scrittrice italiana (n. 1906)
- 2 marzo - Vincenzo Mazzacane, magistrato e storico italiano (n. 1878)
- 2 marzo - Eugenio Zolli, rabbino italiano (n. 1881)
- 3 marzo - Francesco Arata, pittore e architetto italiano (n. 1890)
- 3 marzo - Costantino Baroni, storico dell'arte, critico d'arte e archivista italiano (n. 1905)
- 4 marzo - Alfredo Bruchi, dirigente d'azienda e politico italiano (n. 1873)
- 4 marzo - Vigilio Federico Dalla Zuanna, arcivescovo cattolico italiano (n. 1880)
- 4 marzo - Otto Harder, calciatore tedesco (n. 1892)
- 5 marzo - Annibale Ajmone Marsan, imprenditore, dirigente sportivo e calciatore italiano (n. 1888)
- 5 marzo - Giulio Bergmann, politico italiano (n. 1881)
- 6 marzo - John Russell, scrittore e sceneggiatore statunitense (n. 1885)
- 6 marzo - Domenico Stella, francescano e compositore italiano (n. 1881)
- 7 marzo - John Emerson, sceneggiatore e regista statunitense (n. 1874)
- 7 marzo - Johannes Gandil, velocista e calciatore danese (n. 1873)
- 8 marzo - Drastamat Kanayan, politico e militare armeno (n. 1884)
- 8 marzo - Carlos Lett, calciatore argentino (n. 1885)
- 8 marzo - Vincenzo Michetti, compositore italiano (n. 1878)
- 8 marzo - Friedrich von Toggenburg, politico austriaco (n. 1866)
- 9 marzo - Mario Casella, filologo italiano (n. 1886)
- 9 marzo - Paul Kretschmer, linguista e filologo tedesco (n. 1866)
- 9 marzo - Giuseppe Santelli, pittore italiano (n. 1880)
- 10 marzo - Åke Fjästad, calciatore svedese (n. 1887)
- 10 marzo - Arthur Knight, calciatore inglese (n. 1887)
- 10 marzo - Vere Ponsonby, IX conte di Bessborough, nobile e politico britannico (n. 1880)
- 10 marzo - Jack Wilson, pugile statunitense (n. 1918)
- 11 marzo - Ciro Angelillis, medico e storico italiano (n. 1873)
- 11 marzo - Domenico Sartori, scrittore italiano (n. 1902)
- 11 marzo - Sergej Nikiforovič Vasilenko, compositore russo (n. 1872)
- 12 marzo - Bolesław Bierut, sindacalista e politico polacco (n. 1892)
- 12 marzo - Claudio Demartis, politico italiano (n. 1869)
- 12 marzo - Grace La Rue, attrice e cantante statunitense (n. 1880)
- 13 marzo - David Browning, tuffatore statunitense (n. 1931)
- 13 marzo - Giuseppe Gobetti, calciatore italiano (n. 1909)
- 13 marzo - Richard Schayer, sceneggiatore statunitense (n. 1880)
- 14 marzo - Oreste Ranelletti, giurista e avvocato italiano (n. 1868)
- 14 marzo - Lars Sonck, architetto finlandese (n. 1870)
- 15 marzo - Ernst Rüdiger Starhemberg, politico austriaco (n. 1899)
- 16 marzo - Jack Curtis, attore statunitense (n. 1880)
- 16 marzo - Michael Moutoussis, militare e aviatore greco (n. 1885)
- 17 marzo - Fred Allen, comico e attore statunitense (n. 1894)
- 17 marzo - Henry Frederick Baker, matematico britannico (n. 1866)
- 17 marzo - Irène Joliot-Curie, chimica e fisica francese (n. 1897)
- 18 marzo - Louis Bromfield, scrittore, commediografo e giornalista statunitense (n. 1896)
- 18 marzo - Benjamin Glazer, sceneggiatore e produttore cinematografico statunitense (n. 1887)
- 18 marzo - Paul Masson-Oursel, orientalista e psicologo francese (n. 1882)
- 18 marzo - Gejza Vámoš, scrittore slovacco (n. 1901)
- 19 marzo - Nello Bartolini, mezzofondista e siepista italiano (n. 1904)
- 19 marzo - Sebastiano Consoli, scrittore, drammaturgo e archeologo italiano (n. 1875)
- 19 marzo - Massimo Fink, bobbista italiano (n. 1896)
- 19 marzo - Suzanne Hecht Pontremoli, collezionista d'arte francese (n. 1876)
- 19 marzo - Lillian Leighton, attrice e sceneggiatrice statunitense (n. 1874)
- 19 marzo - Pietro Tacchi Venturi, presbitero e storico italiano (n. 1861)
- 19 marzo - Rudolf Veiel, generale tedesco (n. 1883)
- 20 marzo - Fanny Durack, nuotatrice australiana (n. 1889)
- 20 marzo - Wilhelm Miklas, politico e insegnante austriaco (n. 1872)
- 21 marzo - Per Kaufeldt, calciatore e allenatore di calcio svedese (n. 1902)
- 21 marzo - Edwin Thanhouser, produttore cinematografico statunitense (n. 1865)
- 21 marzo - Onofrio Tomaselli, pittore italiano (n. 1866)
- 22 marzo - Eduardo Lonardi, generale e politico argentino (n. 1896)
- 22 marzo - Vincenzo Pilotti, architetto e ingegnere italiano (n. 1872)
- 22 marzo - Guy Rozemont, politico e sindacalista mauriziano (n. 1915)
- 23 marzo - Alessandro Turco, politico italiano (n. 1869)
- 24 marzo - Edmund Taylor Whittaker, matematico britannico (n. 1873)
- 25 marzo - Robert Newton, attore inglese (n. 1905)
- 25 marzo - Giovanni Scolari, fumettista e illustratore italiano (n. 1882)
- 26 marzo - Elsie Janis, cantante, attrice e compositrice statunitense (n. 1889)
- 27 marzo - Jens Kristian Jensen, ginnasta danese (n. 1885)
- 27 marzo - Évariste Lévi-Provençal, arabista, islamista e storico francese (n. 1894)
- 27 marzo - William McKie, lottatore britannico (n. 1884)
- 27 marzo - Giuseppe Merosi, progettista e imprenditore italiano (n. 1872)
- 27 marzo - Francesco Paoloni, giornalista e politico italiano (n. 1875)
- 28 marzo - Paule Andral, attrice francese (n. 1879)
- 28 marzo - Erik Colban, diplomatico norvegese (n. 1876)
- 28 marzo - Thomas de Hartmann, pianista e compositore russo (n. 1885)
- 28 marzo - Jindřich Valášek, calciatore boemo (n. 1886)
- 29 marzo - Alfonso Cristiano di Borbone-Spagna, nobile (n. 1941)
- 30 marzo - Edmund Clerihew Bentley, scrittore inglese (n. 1875)
- 31 marzo - Ralph De Palma, pilota automobilistico italiano (n. 1882)
- 31 marzo - Adolfo Mazza, ciclista su strada e imprenditore italiano (n. 1865)

## Aprile(62)
- 1º aprile - Frank Jay Gould, imprenditore e filantropo statunitense (n. 1877)
- 1º aprile - Oreste Jacobini, ingegnere, dirigente d'azienda e politico italiano (n. 1867)
- 1º aprile - Pavel Janák, architetto ceco (n. 1882)
- 1º aprile - Tibor Lubinszky, attore ungherese (n. 1909)
- 2 aprile - Kōtarō Takamura, scultore e poeta giapponese (n. 1883)
- 2 aprile - Filippo de Pisis, pittore e scrittore italiano (n. 1896)
- 3 aprile - Giovanni Floriano Banelli, dirigente d'azienda e politico italiano (n. 1881)
- 3 aprile - Erhard Raus, generale austriaco (n. 1889)
- 4 aprile - Mario Capurro, calciatore italiano (n. 1897)
- 4 aprile - Sergio De Pilato, giurista e critico letterario italiano (n. 1875)
- 4 aprile - Lloyd Ingraham, attore, regista e sceneggiatore statunitense (n. 1874)
- 5 aprile - Francesco Frola, politico, giornalista e scrittore italiano (n. 1886)
- 6 aprile - Georges Thurnherr, ginnasta francese (n. 1886)
- 7 aprile - Wilfred Blatherwick, tennista statunitense (n. 1870)
- 7 aprile - Mario Norfini, pittore italiano (n. 1870)
- 7 aprile - Mabell Ogilvy, contessa di Airlie, scrittrice inglese (n. 1866)
- 8 aprile - Girolamo Gatti, patologo e politico italiano (n. 1866)
- 9 aprile - Luigi Gibezzi, ingegnere, dirigente sportivo e calciatore italiano (n. 1883)
- 11 aprile - Muhammad Shah II di Terengganu, sovrano malese (n. 1888)
- 11 aprile - Francesco Simonetti, allenatore di calcio e calciatore italiano (n. 1906)
- 11 aprile - Francis Tyler, bobbista statunitense (n. 1904)
- 12 aprile - Jack Bell, calciatore, allenatore di calcio e sindacalista britannico (n. 1869)
- 12 aprile - José Moscardó Ituarte, generale e dirigente sportivo spagnolo (n. 1878)
- 13 aprile - Evelyn Beatrice Hall, scrittrice e biografa britannica (n. 1868)
- 13 aprile - Emil Nolde, pittore danese (n. 1867)
- 13 aprile - Édouard Rist, medico francese (n. 1871)
- 13 aprile - Blanca de los Ríos, scrittrice e critica letteraria spagnola (n. 1859)
- 14 aprile - Christian Rub, attore austriaco (n. 1886)
- 15 aprile - Michael Gamper, presbitero austriaco (n. 1885)
- 15 aprile - Kathleen Howard, cantante, scrittrice e attrice canadese (n. 1884)
- 15 aprile - Leonard Peterson, ginnasta svedese (n. 1885)
- 16 aprile - Antonino Grimaldi di Serravalle, politico e militare italiano (n. 1871)
- 17 aprile - Romolo Bernardi, pittore e scultore italiano (n. 1876)
- 18 aprile - George Swift, calciatore e allenatore di calcio inglese (n. 1870)
- 19 aprile - Béla Kelemen, calciatore ungherese (n. 1887)
- 19 aprile - Lina Pietravalle, scrittrice italiana (n. 1887)
- 20 aprile - Allen Kearns, attore e cantante canadese (n. 1894)
- 20 aprile - Francesco Pezza, medico e storico italiano (n. 1873)
- 21 aprile - Angelo Dibona, alpinista italiano (n. 1879)
- 21 aprile - Stan Golestan, compositore rumeno (n. 1875)
- 21 aprile - Charles MacArthur, drammaturgo, regista e sceneggiatore statunitense (n. 1895)
- 22 aprile - Walt Faulkner, pilota automobilistico statunitense (n. 1920)
- 22 aprile - Vlastimil Lada-Sázavský, schermidore boemo (n. 1886)
- 22 aprile - Giuseppe Pierozzi, attore italiano (n. 1883)
- 22 aprile - Jan Šrámek, politico cecoslovacco (n. 1870)
- 23 aprile - Giuseppe Capograssi, giurista e filosofo italiano (n. 1889)
- 23 aprile - Angelandrea Zottoli, critico letterario italiano (n. 1879)
- 24 aprile - Henry Stephenson, attore britannico (n. 1871)
- 25 aprile - Antonio Manca Serra, baritono italiano (n. 1923)
- 25 aprile - Paul Renner, tipografo tedesco (n. 1878)
- 26 aprile - Edward Arnold, attore statunitense (n. 1890)
- 26 aprile - Robert Hotung, imprenditore e filantropo cinese (n. 1862)
- 26 aprile - Leo Hunger, ginnasta e multiplista statunitense (n. 1880)
- 27 aprile - Gustavo Pittaluga, biologo, medico e politico italiano (n. 1876)
- 27 aprile - Antal Újváry, pallamanista ungherese (n. 1907)
- 28 aprile - Vigor Lindberg, calciatore svedese (n. 1899)
- 28 aprile - Fred Marriott, pilota automobilistico statunitense (n. 1872)
- 29 aprile - Harold Bride, ufficiale britannico (n. 1890)
- 29 aprile - Wilhelm Ritter von Leeb, generale tedesco (n. 1876)
- 29 aprile - Giuseppe Ferdinando Piana, pittore italiano (n. 1864)
- 30 aprile - Alben W. Barkley, politico statunitense (n. 1877)
- 30 aprile - Modesto Denis, calciatore paraguaiano (n. 1901)

## Maggio(72)
- 1º maggio - Paul Gadenne, scrittore e poeta francese (n. 1907)
- 1º maggio - Valmore Gemignani, scultore, ceramista e pittore italiano (n. 1878)
- 1º maggio - Edward E. Paramore Jr., sceneggiatore statunitense (n. 1895)
- 1º maggio - LeRoy Samse, astista statunitense (n. 1883)
- 2 maggio - Violet Gibson, criminale irlandese (n. 1876)
- 2 maggio - Adolf Rieger, lottatore tedesco (n. 1899)
- 2 maggio - Thure Sjöstedt, lottatore svedese (n. 1903)
- 2 maggio - Severino Taddei, calciatore, allenatore di calcio e dirigente sportivo italiano (n. 1897)
- 4 maggio - Giacomo Mura, calciatore italiano (n. 1898)
- 5 maggio - Miklós Nyiszli, medico ungherese (n. 1901)
- 5 maggio - Russell Shearman, effettista statunitense (n. 1908)
- 6 maggio - Fergus Anderson, pilota motociclistico britannico (n. 1909)
- 6 maggio - Carl Brockelmann, orientalista e arabista tedesco (n. 1868)
- 6 maggio - Georgij Nikolaevič Tasin, regista cinematografico russo (n. 1895)
- 7 maggio - George Bretz, giocatore di lacrosse canadese (n. 1880)
- 7 maggio - Josef Hoffmann, architetto austriaco (n. 1870)
- 8 maggio - Aleksandr Akimovič Sanin, regista teatrale russo (n. 1869)
- 9 maggio - Jean-Louis Bretteville, calciatore norvegese (n. 1905)
- 10 maggio - Clarence E. Mulford, scrittore statunitense (n. 1883)
- 11 maggio - Walter Sydney Adams, astronomo statunitense (n. 1876)
- 11 maggio - Aurelio Covotti, filologo e storico della filosofia italiano (n. 1871)
- 11 maggio - Paul Ernst Levy, chimico tedesco (n. 1875)
- 11 maggio - Victor Wetterström, giocatore di curling svedese (n. 1884)
- 12 maggio - Louis Calhern, attore statunitense (n. 1895)
- 12 maggio - Bobby McNeal, calciatore inglese (n. 1891)
- 12 maggio - William Moore, mezzofondista britannico (n. 1890)
- 12 maggio - Paolino Tribbioli, vescovo cattolico italiano (n. 1868)
- 13 maggio - Aleksandr Aleksandrovič Fadeev, scrittore e politico sovietico (n. 1901)
- 13 maggio - Robert Wyss, pallanuotista e nuotatore svizzero (n. 1901)
- 14 maggio - Cesare Bonetti, sollevatore italiano (n. 1888)
- 14 maggio - Albert Kluyver, microbiologo e biochimico olandese (n. 1888)
- 14 maggio - Ferdinando Maberini, compositore italiano (n. 1886)
- 15 maggio - Giulio Casalini, politico italiano (n. 1876)
- 15 maggio - Ercole Felice Montani, politico italiano (n. 1884)
- 15 maggio - Adrian Rollini, musicista statunitense (n. 1903)
- 15 maggio - Austin Osman Spare, disegnatore inglese (n. 1886)
- 15 maggio - Jack Zealley, calciatore inglese (n. 1874)
- 16 maggio - Jean-Marie Barat, calciatore francese (n. 1892)
- 16 maggio - Ezio Taddei, anarchico e scrittore italiano (n. 1895)
- 17 maggio - Vinicio Colombo, allenatore di calcio e calciatore italiano (n. 1904)
- 17 maggio - Giovanni Costantini, arcivescovo cattolico italiano (n. 1880)
- 18 maggio - Jaroslav Krejčí, avvocato e politico cecoslovacco (n. 1892)
- 19 maggio - Gianni Vagnetti, pittore italiano (n. 1897)
- 20 maggio - Max Beerbohm, scrittore inglese (n. 1872)
- 20 maggio - Zoltán Halmay, nuotatore ungherese (n. 1881)
- 21 maggio - Oldřich Zajíček, calciatore cecoslovacco (n. 1911)
- 22 maggio - Samuel Jackson Barnett, fisico statunitense (n. 1873)
- 22 maggio - Damiano Filia, scrittore, storico e presbitero italiano (n. 1878)
- 22 maggio - Walther Kossel, fisico tedesco (n. 1888)
- 22 maggio - Richard Stanton, attore e regista statunitense (n. 1876)
- 23 maggio - Agostino Celentano, aviatore italiano (n. 1917)
- 23 maggio - Gustav Suits, poeta e letterato estone (n. 1883)
- 24 maggio - Pierre Allemane, calciatore francese (n. 1882)
- 24 maggio - Guy Kibbee, attore statunitense (n. 1882)
- 24 maggio - Enrique Muiño, attore spagnolo (n. 1881)
- 24 maggio - Charles Thom, microbiologo e micologo statunitense (n. 1872)
- 25 maggio - Johann Radon, matematico austriaco (n. 1887)
- 26 maggio - Sergej Petrovič Mel'gunov, politico, storico e pubblicista russo (n. 1879)
- 26 maggio - Al Simmons, giocatore di baseball statunitense (n. 1902)
- 27 maggio - Arthur Goddard, calciatore inglese (n. 1878)
- 27 maggio - Enzo Jemma, pedagogista e scrittore italiano (n. 1928)
- 27 maggio - Stefano Perrier, politico italiano (n. 1884)
- 28 maggio - Richard Schnauder, scultore e disegnatore tedesco (n. 1886)
- 29 maggio - Hermann Abendroth, direttore d'orchestra tedesco (n. 1883)
- 29 maggio - Frank Beaurepaire, nuotatore australiano (n. 1891)
- 29 maggio - Johannes Jørgensen, scrittore e poeta danese (n. 1866)
- 29 maggio - Walter Lewis, canottiere canadese (n. 1885)
- 29 maggio - Juan Pistarini, politico e generale argentino (n. 1882)
- 30 maggio - Giuseppe Lampis, magistrato italiano (n. 1886)
- 30 maggio - George Levick, chirurgo e esploratore britannico (n. 1877)
- 30 maggio - Carl Alexander Neuberg, biochimico tedesco (n. 1877)
- 31 maggio - Diedrich Hermann Westermann, missionario, linguista e africanista tedesco (n. 1875)

## Giugno(58)
- 2 giugno - Jean Hersholt, attore danese (n. 1886)
- 2 giugno - Etelvoldo Pascolini, generale italiano (n. 1884)
- 2 giugno - Harry von Meter, attore statunitense (n. 1871)
- 3 giugno - Giuseppe Filippi, produttore cinematografico italiano (n. 1864)
- 4 giugno - Auguste Jean Baptiste Chevalier, botanico francese (n. 1873)
- 4 giugno - Katherine MacDonald, attrice e produttore cinematografico statunitense (n. 1881)
- 6 giugno - Hiram Bingham, esploratore, archeologo e politico statunitense (n. 1875)
- 6 giugno - Elia Grigis, violinista italiano (n. 1879)
- 6 giugno - Margaret Wycherly, attrice britannica (n. 1881)
- 7 giugno - Julien Benda, filosofo e scrittore francese (n. 1867)
- 7 giugno - Whitey McDonald, calciatore nordirlandese (n. 1902)
- 8 giugno - Marie Laurencin, pittrice, artista e illustratrice francese (n. 1883)
- 8 giugno - Jan Lechoń, poeta, critico letterario e diplomatico polacco (n. 1899)
- 9 giugno - B. Reeves Eason, regista, attore e sceneggiatore statunitense (n. 1886)
- 9 giugno - Benedetto Migliore, giornalista e critico letterario italiano (n. 1892)
- 9 giugno - Joe Smith, calciatore inglese (n. 1890)
- 10 giugno - Arthur Guedel, medico statunitense (n. 1883)
- 10 giugno - Fletcher Pratt, scrittore statunitense (n. 1897)
- 11 giugno - Corrado Alvaro, scrittore, giornalista e poeta italiano (n. 1895)
- 11 giugno - Frank Brangwyn, pittore, incisore e illustratore britannico (n. 1867)
- 11 giugno - Ralph Morgan, attore statunitense (n. 1883)
- 11 giugno - Frankie Trumbauer, sassofonista statunitense (n. 1901)
- 12 giugno - Bruto Tessari, calciatore e arbitro di calcio italiano (n. 1887)
- 13 giugno - Sof'ja Vladimirovna Panina, politica, educatrice e filantropa russa (n. 1871)
- 14 giugno - Lawson Butt, attore e regista britannico (n. 1880)
- 14 giugno - José Horacio Campillo Infante, arcivescovo cattolico cileno (n. 1872)
- 15 giugno - Ernst Leitz II, imprenditore e ottico tedesco (n. 1871)
- 15 giugno - Enrico Molinari, baritono italiano (n. 1882)
- 16 giugno - Arnaldo Fraccaroli, giornalista, scrittore e commediografo italiano (n. 1882)
- 16 giugno - Christian Gitsham, maratoneta sudafricano (n. 1888)
- 17 giugno - Leck Fischer, scrittore e sceneggiatore danese (n. 1904)
- 17 giugno - Enrico Prampolini, pittore, scultore e scenografo italiano (n. 1894)
- 17 giugno - Bob Sweikert, pilota automobilistico statunitense (n. 1926)
- 17 giugno - Artur Văitoianu, generale e politico rumeno (n. 1864)
- 18 giugno - Domenico Arcidiacono, militare e politico italiano (n. 1895)
- 18 giugno - Niels Christian Ditleff, diplomatico norvegese (n. 1881)
- 19 giugno - Luigi Castiglione, politico italiano (n. 1881)
- 19 giugno - Lester Lee, sceneggiatore statunitense (n. 1904)
- 19 giugno - Vladimir Afanas'evič Obručev, geologo, esploratore e scrittore russo (n. 1863)
- 19 giugno - Thomas J. Watson, dirigente d'azienda statunitense (n. 1874)
- 19 giugno - Lulu von Strauß und Torney, scrittrice tedesca (n. 1873)
- 20 giugno - René Bougnol, schermidore francese (n. 1911)
- 20 giugno - Frithiof Mårtensson, lottatore svedese (n. 1884)
- 20 giugno - Vasilij Tichomirov, ballerino e coreografo russo (n. 1876)
- 21 giugno - Cesare Milani, canoista italiano (n. 1905)
- 22 giugno - Walter de la Mare, poeta e scrittore britannico (n. 1873)
- 23 giugno - Nino Bertocchi, pittore, scrittore e critico d'arte italiano (n. 1900)
- 23 giugno - Reinhold Moritzevič Glière, compositore russo (n. 1875)
- 25 giugno - Pietro Ciuffo, disegnatore, giornalista e partigiano italiano (n. 1891)
- 25 giugno - Ernest King, ammiraglio statunitense (n. 1878)
- 25 giugno - Miyagi Michio, musicista giapponese (n. 1894)
- 26 giugno - Clifford Brown, trombettista statunitense (n. 1930)
- 26 giugno - Paolo Cappa, giornalista e politico italiano (n. 1888)
- 27 giugno - Giuseppe Bozzetti, presbitero e filosofo italiano (n. 1878)
- 29 giugno - Max Emmerich, multiplista e ginnasta statunitense (n. 1879)
- 30 giugno - Dino Ferrari, ingegnere e progettista italiano (n. 1932)
- 30 giugno - Alfred Mégroz, calciatore svizzero (n. 1883)
- 30 giugno - Silvia Zenari, botanica e geologa italiana (n. 1895)

## Luglio(49)
- 3 luglio - Francesco Nannetti, carabiniere italiano (n. 1926)
- 5 luglio - Gyula Dudás, calciatore ungherese (n. 1902)
- 5 luglio - Giorgio Pastina, regista e sceneggiatore italiano (n. 1905)
- 6 luglio - Jules Lebreton, gesuita e storico francese (n. 1873)
- 6 luglio - Stuffy Mueller, hockeista su ghiaccio canadese (n. 1906)
- 7 luglio - Gottfried Benn, poeta, scrittore e medico tedesco (n. 1886)
- 7 luglio - Alex Hyde, direttore d'orchestra e violinista statunitense (n. 1898)
- 7 luglio - Isa Kremer, soprano russa (n. 1887)
- 8 luglio - Giovanni Papini, scrittore, poeta e saggista italiano (n. 1881)
- 8 luglio - Panagiōtīs Paraskeuopoulos, discobolo e pesista greco (n. 1875)
- 9 luglio - Alfred Wäger, generale tedesco (n. 1883)
- 10 luglio - Dante Argentieri, politico italiano (n. 1885)
- 10 luglio - Vittorio Calvino, giornalista, commediografo e sceneggiatore italiano (n. 1909)
- 10 luglio - Dante De Blasi, immunologo, batteriologo e igienista italiano (n. 1873)
- 10 luglio - Antonio Discovolo, pittore italiano (n. 1874)
- 10 luglio - Carlo Nenci, politico italiano (n. 1881)
- 10 luglio - Siro Riccioni, militare italiano (n. 1920)
- 11 luglio - Francesco Selvaggi, politico italiano (n. 1882)
- 12 luglio - Otakar Lada, schermidore boemo (n. 1883)
- 13 luglio - Alberto De Martino, politico italiano (n. 1882)
- 13 luglio - Roberto Paribeni, archeologo, storico e museologo italiano (n. 1876)
- 14 luglio - John Wishart, statistico scozzese (n. 1898)
- 15 luglio - Gino Martinesi, generale italiano (n. 1899)
- 16 luglio - Stanley Blystone, attore statunitense (n. 1894)
- 16 luglio - Leonardo De Mitri, regista, sceneggiatore e critico cinematografico italiano (n. 1914)
- 16 luglio - Alfredo Di Frassineto, imprenditore e politico italiano (n. 1869)
- 16 luglio - Brian Norton, tennista sudafricano (n. 1899)
- 17 luglio - Aluízio Freire Ramos Accioly Neto, cestista brasiliano (n. 1912)
- 17 luglio - Bodo von Borries, ingegnere tedesco (n. 1905)
- 17 luglio - Nicolaus Hartmann, architetto svizzero (n. 1880)
- 18 luglio - Antonio Allocchio, schermidore italiano (n. 1888)
- 18 luglio - Mario Gorlier, generale italiano (n. 1892)
- 18 luglio - Ferruccio Teglio, antifascista italiano (n. 1883)
- 19 luglio - Ava Astor, statunitense (n. 1902)
- 19 luglio - Roger Robert, ingegnere francese (n. 1899)
- 20 luglio - Genevieve Blinn, attrice canadese (n. 1874)
- 21 luglio - Ejnar Nielsen, pittore danese (n. 1872)
- 22 luglio - Emmanuel Pontremoli, architetto francese (n. 1865)
- 23 luglio - Alessandro Anzani, progettista, pilota motociclistico e imprenditore italiano (n. 1877)
- 25 luglio - Gustaf Blomgren, tuffatore svedese (n. 1887)
- 25 luglio - Giuseppe Gola, botanico italiano (n. 1877)
- 25 luglio - Franz Xaver Seppelt, presbitero tedesco (n. 1883)
- 26 luglio - Louis Raemaekers, disegnatore olandese (n. 1869)
- 26 luglio - Vittorio Veltroni, giornalista, conduttore radiofonico e sceneggiatore italiano (n. 1918)
- 28 luglio - Luigi Ansbacher, dirigente sportivo e giurista italiano (n. 1878)
- 28 luglio - Luigi Fantappiè, matematico italiano (n. 1901)
- 29 luglio - Ludwig Klages, filosofo tedesco (n. 1872)
- 30 luglio - Peter Deer, mezzofondista canadese (n. 1878)
- 31 luglio - Ferdinand Stanislaus Pawlikowski, arcivescovo cattolico austriaco (n. 1877)

## Agosto(68)
- 1º agosto - Harry E. Aitken, produttore cinematografico statunitense (n. 1877)
- 1º agosto - Antonio Alberti, politico italiano (n. 1883)
- 1º agosto - Romeo Campanini, politico e sindacalista italiano (n. 1887)
- 1º agosto - Pietro Dalle Vedove, calciatore italiano (n. 1903)
- 1º agosto - Josef Taurer, calciatore austriaco (n. 1883)
- 1º agosto - Giacomo Zuffi, calciatore italiano (n. 1886)
- 2 agosto - Massimo Boario, compositore e direttore di banda italiano (n. 1880)
- 2 agosto - Albert Woolson, militare statunitense (n. 1847)
- 3 agosto - Riccardo Battistoni, calciatore italiano (n. 1895)
- 4 agosto - Grigorij Abramovič Šajn, astrofisico sovietico (n. 1892)
- 5 agosto - Emilio Badini, calciatore argentino (n. 1897)
- 5 agosto - Harald Smedvik, ginnasta norvegese (n. 1888)
- 6 agosto - Adelqui Migliar, attore, regista e sceneggiatore cileno (n. 1891)
- 6 agosto - Oskar Pfister, pastore protestante e psicoanalista svizzero (n. 1873)
- 7 agosto - Arvid Andersson, tiratore di fune svedese (n. 1881)
- 7 agosto - John Latouche, compositore, librettista e paroliere statunitense (n. 1914)
- 7 agosto - Piero Pirelli, imprenditore italiano (n. 1881)
- 8 agosto - Domenico Giambonini, tiratore a segno svizzero (n. 1868)
- 9 agosto - Tobias Dantzig, matematico lettone (n. 1884)
- 9 agosto - Carlo Duse, attore, regista e sceneggiatore italiano (n. 1898)
- 11 agosto - Ezio Camussi, compositore italiano (n. 1877)
- 11 agosto - André Lemierre, batteriologo e medico francese (n. 1875)
- 11 agosto - Giovanni Losavio, compositore e direttore d'orchestra italiano (n. 1872)
- 11 agosto - Minčo Nejčev, politico bulgaro (n. 1887)
- 11 agosto - Jackson Pollock, pittore statunitense (n. 1912)
- 12 agosto - Attilio Cerruti, biologo italiano (n. 1878)
- 12 agosto - Gianpiero Combi, calciatore, dirigente sportivo e imprenditore italiano (n. 1902)
- 12 agosto - Beniamino De Ritis, giornalista e scrittore italiano (n. 1888)
- 13 agosto - Mabel Grouitch, archeologa e filantropa statunitense (n. 1862)
- 13 agosto - Jakub Kolas, scrittore e poeta bielorusso (n. 1882)
- 14 agosto - Bertolt Brecht, drammaturgo, poeta e regista teatrale tedesco (n. 1898)
- 14 agosto - John Crichton-Stuart, V marchese di Bute, nobile britannico (n. 1907)
- 14 agosto - Konstantin von Neurath, politico, diplomatico e criminale di guerra tedesco (n. 1873)
- 16 agosto - Bela Lugosi, attore ungherese (n. 1882)
- 16 agosto - Theodor Pallady, pittore rumeno (n. 1871)
- 17 agosto - Abram Il'ič Jampol'skij, violinista sovietico (n. 1890)
- 18 agosto - Louis Madelin, politico e storico francese (n. 1871)
- 18 agosto - Manuel María Smith, architetto spagnolo (n. 1879)
- 19 agosto - Carlo Alberto Dell'Agnola, matematico e economista italiano (n. 1871)
- 19 agosto - Bernard William Griffin, cardinale e arcivescovo cattolico britannico (n. 1899)
- 19 agosto - Virginia Kirtley, attrice e sceneggiatrice statunitense (n. 1888)
- 19 agosto - Gottfrid Svensson, lottatore svedese (n. 1889)
- 20 agosto - Giacomo Cireni, circense italiano (n. 1884)
- 20 agosto - Alberto Montacchini, fotografo e attore teatrale italiano (n. 1894)
- 21 agosto - Juan José de Amézaga, politico uruguaiano (n. 1861)
- 21 agosto - Marcel Cadolle, ciclista su strada francese (n. 1885)
- 21 agosto - Juan Hospital, calciatore argentino (n. 1895)
- 21 agosto - Carlo Tosi, ufficiale, aviatore e avvocato italiano (n. 1894)
- 23 agosto - Galileo Chini, pittore, decoratore e grafico italiano (n. 1873)
- 23 agosto - Fernando Saraceni, dirigente sportivo, allenatore di calcio e calciatore italiano (n. 1891)
- 24 agosto - Odone Belluzzi, ingegnere italiano (n. 1892)
- 24 agosto - Mitchell Lewis, attore statunitense (n. 1880)
- 24 agosto - Kenji Mizoguchi, regista giapponese (n. 1898)
- 25 agosto - Alfred Kinsey, biologo e sessuologo statunitense (n. 1894)
- 26 agosto - Hans Baltisberger, pilota motociclistico tedesco (n. 1922)
- 26 agosto - Giuseppe Bonelli, archivista, paleografo e storico italiano (n. 1875)
- 26 agosto - Robert Moraht, militare tedesco (n. 1884)
- 26 agosto - Cenzi von Ficker, naturalista e alpinista austriaca (n. 1878)
- 27 agosto - Pelageja Fëdorovna Šajn, astronoma sovietica (n. 1894)
- 27 agosto - Sandy Turnbull, giocatore di lacrosse canadese (n. 1872)
- 28 agosto - Theo Brokmann, calciatore olandese (n. 1893)
- 30 agosto - Alessandro Coppi, avvocato e politico italiano (n. 1894)
- 30 agosto - Walter Warzecha, ammiraglio tedesco (n. 1891)
- 31 agosto - Edmond Dame, lottatore francese (n. 1893)
- 31 agosto - Mike Gibbons, pugile statunitense (n. 1887)
- 31 agosto - Percy MacKaye, drammaturgo, poeta e librettista statunitense (n. 1875)
- 31 agosto - Sisowath Monipong, politico cambogiano (n. 1912)
- 31 agosto - Yves Nat, pianista e compositore francese (n. 1890)

## Settembre(54)
- 2 settembre - Maria Enrichetta d'Asburgo-Teschen, principessa austriaca (n. 1883)
- 4 settembre - Augustin Chantrel, calciatore francese (n. 1906)
- 4 settembre - Gino De Martino, tennista e dirigente sportivo italiano (n. 1875)
- 5 settembre - Reginald Skelton, ingegnere, fotografo e esploratore britannico (n. 1872)
- 5 settembre - Antonio Vizzotto, aviatore italiano (n. 1909)
- 6 settembre - Xavier de Magallon, poeta, traduttore e politico francese (n. 1866)
- 6 settembre - Alberto Novellis di Coarazze, generale e aviatore italiano (n. 1877)
- 6 settembre - Alex Raymond, fumettista statunitense (n. 1909)
- 6 settembre - Michael Ventris, architetto e linguista britannico (n. 1922)
- 7 settembre - Karl Blodig, alpinista, ottico e scrittore austriaco (n. 1859)
- 7 settembre - Alphonse Chérel, pedagogista e editore francese (n. 1882)
- 7 settembre - Otto Schmidt, scienziato, esploratore e enciclopedista sovietico (n. 1891)
- 8 settembre - Nina Artuffo, attrice e cantante italiana (n. 1907)
- 8 settembre - John Cusack, politico e imprenditore australiano (n. 1868)
- 8 settembre - Oskar Kaufmann, architetto ungherese (n. 1873)
- 9 settembre - Vladimir Balljuzek, regista cinematografico russo (n. 1881)
- 9 settembre - Paul Colas, tiratore a segno francese (n. 1880)
- 9 settembre - Rupert Hughes, scrittore, sceneggiatore e regista statunitense (n. 1872)
- 10 settembre - Clara Beranger, sceneggiatrice e commediografa statunitense (n. 1886)
- 10 settembre - Homer Stille Cummings, politico statunitense (n. 1870)
- 10 settembre - Benjamin Minge Duggar, botanico statunitense (n. 1872)
- 10 settembre - Robert Julius Trumpler, astronomo svizzero (n. 1886)
- 11 settembre - Billy Bishop, aviatore canadese (n. 1894)
- 11 settembre - Norman Levi Bowen, geologo canadese (n. 1887)
- 11 settembre - Herminio Masantonio, calciatore argentino (n. 1910)
- 12 settembre - Hans Carossa, scrittore e poeta tedesco (n. 1878)
- 12 settembre - Arthur Downes, velista britannico (n. 1883)
- 12 settembre - Emilio Sommariva, fotografo e pittore italiano (n. 1883)
- 13 settembre - Charles Le Moyne, attore statunitense (n. 1880)
- 14 settembre - Frederick Steep, calciatore canadese (n. 1874)
- 16 settembre - Hugh Ray, arbitro di football americano statunitense (n. 1884)
- 18 settembre - Willi Knesebeck, calciatore tedesco (n. 1887)
- 19 settembre - Helios Gómez, pittore, disegnatore e poeta spagnolo (n. 1905)
- 19 settembre - Cecil Surry, animatore statunitense (n. 1907)
- 20 settembre - Theo Frenkel, regista, attore e sceneggiatore olandese (n. 1871)
- 20 settembre - Paul la Cour, drammaturgo danese (n. 1902)
- 21 settembre - Karl Caspar, pittore tedesco (n. 1879)
- 21 settembre - Rigoberto López Pérez, poeta e compositore nicaraguense (n. 1929)
- 21 settembre - Bill Struth, allenatore di calcio scozzese (n. 1876)
- 22 settembre - Jessie Boswell, pittrice britannica (n. 1881)
- 22 settembre - Frederick Soddy, chimico e fisico britannico (n. 1877)
- 23 settembre - Bruno Weber, medico e batteriologo tedesco (n. 1915)
- 25 settembre - Peter Villemoes Andersen, ginnasta danese (n. 1884)
- 25 settembre - Khadr El-Touni, sollevatore egiziano (n. 1916)
- 25 settembre - Rosario Pasqualino Vassallo, politico e avvocato italiano (n. 1884)
- 26 settembre - Lucien Febvre, storico francese (n. 1878)
- 27 settembre - Piero Calamandrei, politico, giurista e avvocato italiano (n. 1889)
- 27 settembre - Babe Didrikson-Zaharias, giavellottista, ostacolista e altista statunitense (n. 1911)
- 27 settembre - László Domonkos, calciatore ungherese (n. 1887)
- 27 settembre - Gerald Finzi, compositore inglese (n. 1901)
- 28 settembre - William Boeing, imprenditore e pioniere dell'aviazione statunitense (n. 1881)
- 28 settembre - Madison Cooper, scrittore e filantropo statunitense (n. 1894)
- 29 settembre - Simon Sabiani, politico e militare francese (n. 1888)
- 29 settembre - Anastasio Somoza García, politico e generale nicaraguense (n. 1896)

## Ottobre(79)
- 1º ottobre - Aleksej Denisovič Dikij, attore teatrale russo (n. 1889)
- 1º ottobre - Carlo H. De' Medici, giornalista e scrittore italiano (n. 1887)
- 1º ottobre - Stan Ockers, ciclista su strada e pistard belga (n. 1920)
- 1º ottobre - Anthony Williamsen, pistard statunitense (n. 1880)
- 2 ottobre - George Bancroft, attore statunitense (n. 1882)
- 2 ottobre - Robert Bayley Osgood, chirurgo statunitense (n. 1873)
- 3 ottobre - Džafer Kulenović, politico jugoslavo (n. 1891)
- 3 ottobre - Imre Serényi, calciatore ungherese (n. 1909)
- 4 ottobre - Giorgio Armari, calciatore e allenatore di calcio italiano (n. 1895)
- 4 ottobre - Léon Dupont, altista e lunghista belga (n. 1881)
- 4 ottobre - Franz Vogel, produttore cinematografico tedesco (n. 1883)
- 5 ottobre - Juan Armet, calciatore e allenatore di calcio spagnolo (n. 1895)
- 5 ottobre - Helen Lindroth, attrice svedese (n. 1874)
- 5 ottobre - Stefano Oxilia, calciatore italiano (n. 1904)
- 7 ottobre - Maud Allan, danzatrice, pianista e attrice canadese (n. 1873)
- 7 ottobre - Clarence Birdseye, inventore, biologo e imprenditore statunitense (n. 1886)
- 7 ottobre - Oreste Conte, ciclista su strada italiano (n. 1919)
- 7 ottobre - Benoît Musy, pilota motociclistico e pilota automobilistico svizzero (n. 1917)
- 8 ottobre - James Nelson, calciatore scozzese (n. 1901)
- 9 ottobre - Shahan Berberian, compositore, filosofo e pedagogo armeno (n. 1891)
- 9 ottobre - Mahmud Barzani, politico curdo (n. 1878)
- 9 ottobre - Lucie Höflich, attrice e insegnante tedesca (n. 1883)
- 9 ottobre - Marie Doro, attrice statunitense (n. 1882)
- 10 ottobre - Sante Zennaro, operaio italiano (n. 1933)
- 11 ottobre - Antonio Calegari, militare, scrittore e marittimo italiano (n. 1898)
- 11 ottobre - Léon Martin, ciclista su strada belga (n. 1897)
- 12 ottobre - Lorenzo Perosi, presbitero, compositore e direttore di coro italiano (n. 1872)
- 13 ottobre - Léon Thiébaut, schermidore francese (n. 1880)
- 14 ottobre - Jeanne d'Alcy, attrice francese (n. 1865)
- 14 ottobre - Owen Davis, drammaturgo e sceneggiatore statunitense (n. 1874)
- 14 ottobre - Margaret Joslin, attrice statunitense (n. 1883)
- 15 ottobre - Carlo Caldera, avvocato e politico italiano (n. 1891)
- 15 ottobre - Tefft Johnson, attore, regista e sceneggiatore statunitense (n. 1883)
- 16 ottobre - Carlo Fontana, scultore italiano (n. 1865)
- 16 ottobre - Jules Rimet, dirigente sportivo francese (n. 1873)
- 16 ottobre - John Southworth, calciatore inglese (n. 1866)
- 17 ottobre - Alfonso Artiaco, politico italiano (n. 1899)
- 17 ottobre - Haniel Long, poeta e scrittore statunitense (n. 1888)
- 18 ottobre - Josef Blum, calciatore e allenatore di calcio austriaco (n. 1898)
- 18 ottobre - Fernand Desrousseaux, calciatore francese (n. 1885)
- 20 ottobre - Asvero Gravelli, giornalista, scrittore e politico italiano (n. 1902)
- 21 ottobre - Ángel Castro y Argiz, militare spagnolo (n. 1875)
- 21 ottobre - John Garrels, ostacolista, pesista e discobolo statunitense (n. 1885)
- 21 ottobre - Joseph Laurent Philippe, vescovo cattolico lussemburghese (n. 1877)
- 22 ottobre - Francesco Illy, imprenditore e inventore austro-ungarico (n. 1892)
- 22 ottobre - Hannah Mitchell, attivista inglese (n. 1872)
- 22 ottobre - Orin Gould Murfin, ammiraglio statunitense (n. 1876)
- 22 ottobre - Valda Valkyrien, ballerina e attrice danese (n. 1895)
- 23 ottobre - Antonio Armino, politico e sindacalista italiano (n. 1901)
- 23 ottobre - August Kubizek, direttore d'orchestra e scrittore austriaco (n. 1888)
- 24 ottobre - Silvio Galimberti, pittore italiano (n. 1869)
- 24 ottobre - Henry Nicholas Ridley, botanico e biologo inglese (n. 1855)
- 24 ottobre - Tom Whittaker, calciatore e allenatore di calcio inglese (n. 1898)
- 25 ottobre - Risto Ryti, economista e politico finlandese (n. 1889)
- 26 ottobre - Walter Gieseking, pianista e compositore francese (n. 1895)
- 26 ottobre - Alice Greene, tennista britannica (n. 1879)
- 26 ottobre - Otto Scheff, nuotatore, pallanuotista e politico austriaco (n. 1889)
- 27 ottobre - Domingos Leite Pereira, politico portoghese (n. 1882)
- 27 ottobre - Pëtr Vasil'evič Miturič, pittore russo (n. 1887)
- 28 ottobre - Youssef Abbas, cestista egiziano (n. 1920)
- 28 ottobre - Zenobia Camprubí, scrittrice e traduttrice spagnola (n. 1887)
- 28 ottobre - Giovanni Battista Corgnali, glottologo e bibliotecario italiano (n. 1887)
- 28 ottobre - Ahmed Fouad Nessim, nuotatore e pallanuotista egiziano (n. 1924)
- 28 ottobre - Carl Svensson, tiratore di fune e sollevatore svedese (n. 1879)
- 28 ottobre - Ramón Sánchez Pizjuán, dirigente sportivo e avvocato spagnolo (n. 1900)
- 28 ottobre - Pietro Torrini, calciatore italiano (n. 1930)
- 28 ottobre - Teresina Tua, violinista italiana (n. 1866)
- 29 ottobre - Louis Rosier, pilota automobilistico francese (n. 1905)
- 29 ottobre - Tom Webb-Bowen, aviatore inglese (n. 1879)
- 30 ottobre - Pío Baroja, scrittore spagnolo (n. 1872)
- 30 ottobre - Maria Teresa Ferrari, medica e docente argentina (n. 1887)
- 30 ottobre - Vladimir Petrovič Filatov, medico sovietico (n. 1875)
- 30 ottobre - Jacques Moeschal, calciatore belga (n. 1900)
- 30 ottobre - Andrej Vladimirovič Romanov, nobile russo (n. 1879)
- 31 ottobre - Cesare Boccoleri, arcivescovo cattolico italiano (n. 1875)
- 31 ottobre - Ottavio Cabiati, architetto e urbanista italiano (n. 1889)
- 31 ottobre - César Espinoza, calciatore cileno (n. 1900)
- 31 ottobre - Albert Galloway Keller, sociologo statunitense (n. 1874)
- 31 ottobre - Francis Simon, chimico e fisico tedesco (n. 1893)

## Novembre(81)
- 1º novembre - Lajos Asztalos, scacchista ungherese (n. 1889)
- 1º novembre - Pietro Badoglio, generale e politico italiano (n. 1871)
- 1º novembre - Rebecca Talbot Perkins, imprenditrice, filantropa e attivista statunitense (n. 1866)
- 1º novembre - Gideon van Zyl, politico sudafricano (n. 1873)
- 2 novembre - Leo Baeck, rabbino, filosofo e educatore tedesco (n. 1873)
- 2 novembre - Benvenuto Griziotti, economista italiano (n. 1884)
- 2 novembre - Martin Holt, schermidore britannico (n. 1881)
- 3 novembre - Cesare Cardini, cuoco italiano (n. 1896)
- 3 novembre - Luigi Rigorini, pittore italiano (n. 1879)
- 4 novembre - Agnes Esterhazy, attrice ungherese (n. 1898)
- 4 novembre - Ray Myers, attore e regista statunitense (n. 1889)
- 4 novembre - Almo Pianetti, politico italiano (n. 1895)
- 4 novembre - Pietro Rondoni, patologo e oncologo italiano (n. 1882)
- 5 novembre - Maria Filotti, attrice e regista teatrale rumena (n. 1883)
- 5 novembre - Jules-Géraud Saliège, cardinale e arcivescovo cattolico francese (n. 1870)
- 5 novembre - Art Tatum, pianista statunitense (n. 1909)
- 6 novembre - Paul Kelly, attore statunitense (n. 1899)
- 7 novembre - Enrico Boggio Lera, fisico e matematico italiano (n. 1862)
- 7 novembre - Wollmar Boström, tennista svedese (n. 1878)
- 9 novembre - Hubert Houben, velocista tedesco (n. 1898)
- 10 novembre - Harry F. Sinclair, imprenditore e filantropo statunitense (n. 1876)
- 10 novembre - Baptist Knieß, generale tedesco (n. 1885)
- 10 novembre - David Seymour, fotografo e giornalista polacco (n. 1911)
- 10 novembre - Victor Young, compositore statunitense (n. 1899)
- 11 novembre - Piero Bossola, calciatore italiano (n. 1899)
- 11 novembre - Marie Hall, violinista inglese (n. 1884)
- 11 novembre - António Ferro, scrittore, politico e giornalista portoghese (n. 1895)
- 11 novembre - Hiram Tuttle, cavaliere statunitense (n. 1882)
- 12 novembre - Eugenio Bonivento, pittore italiano (n. 1880)
- 12 novembre - Hans Eugster, ginnasta svizzero (n. 1929)
- 12 novembre - Juan Negrín, politico spagnolo (n. 1892)
- 12 novembre - Charles Cutler Torrey, orientalista, archeologo e storico delle religioni statunitense (n. 1863)
- 13 novembre - Werner Haas, pilota motociclistico tedesco (n. 1927)
- 13 novembre - Dave Trottier, hockeista su ghiaccio canadese (n. 1906)
- 14 novembre - Giuseppe II di Alessandria, vescovo cristiano orientale egiziano (n. 1875)
- 14 novembre - Ture Persson, velocista svedese (n. 1892)
- 14 novembre - Elisabetta di Romania, principessa rumena (n. 1894)
- 15 novembre - Yvon Delbos, politico francese (n. 1885)
- 16 novembre - Cassa Darghiè, militare etiope (n. 1881)
- 16 novembre - Garibaldo Fattori, fantino italiano (n. 1889)
- 16 novembre - Juan Federico Ponce Vaides, politico guatemalteco (n. 1889)
- 16 novembre - Robert Wartenberg, neurologo bielorusso (n. 1887)
- 17 novembre - Giuliano Bonazzi, bibliotecario italiano (n. 1863)
- 17 novembre - John Evershed, astronomo britannico (n. 1864)
- 18 novembre - Clarence Augustus Chant, astronomo e fisico canadese (n. 1865)
- 19 novembre - Victor Campbell, militare e esploratore britannico (n. 1875)
- 19 novembre - Ulisse Nurzia, imprenditore e pasticcere italiano (n. 1871)
- 19 novembre - Lev Vladimirovič Rudnev, architetto russo (n. 1885)
- 19 novembre - Francis L. Sullivan, attore britannico (n. 1903)
- 19 novembre - Hipolito Vacchiano Garcìa, presbitero spagnolo (n. 1905)
- 19 novembre - René Vannes, musicologo belga (n. 1888)
- 20 novembre - Achille Baquet, clarinettista e sassofonista statunitense (n. 1885)
- 20 novembre - Olav Gundersen, calciatore norvegese (n. 1901)
- 21 novembre - Robert Rössle, patologo tedesco (n. 1876)
- 22 novembre - Antonio Carbonati, pittore italiano (n. 1893)
- 22 novembre - Theodore Kosloff, danzatore, attore e coreografo russo (n. 1882)
- 22 novembre - Pier Maria Rosso di San Secondo, scrittore, drammaturgo e giornalista italiano (n. 1887)
- 23 novembre - Henri Demiéville, nuotatore e pallanuotista svizzero (n. 1888)
- 23 novembre - André Marty, politico e antifascista francese (n. 1886)
- 23 novembre - Jean Metzinger, pittore, scrittore e poeta francese (n. 1883)
- 24 novembre - Guido Cantelli, direttore d'orchestra italiano (n. 1920)
- 24 novembre - Stepan Erzia, scultore russo (n. 1876)
- 24 novembre - Flora Sandes, militare britannica (n. 1876)
- 25 novembre - Aleksandr Petrovič Dovženko, regista sovietico (n. 1894)
- 25 novembre - Samuel Thorsteinsson, calciatore danese (n. 1893)
- 26 novembre - Tommy Dorsey, trombonista e direttore d'orchestra statunitense (n. 1905)
- 26 novembre - Paul Gleeson, tennista statunitense (n. 1880)
- 26 novembre - Adolf Küry, vescovo vetero-cattolico svizzero (n. 1870)
- 26 novembre - Sofija Karlovna Buxhowden, nobildonna russa (n. 1883)
- 27 novembre - Hugo Ballin, pittore, scenografo e regista statunitense (n. 1879)
- 27 novembre - John Carr, attore statunitense (n. 1904)
- 27 novembre - Romano Righi, ingegnere e imprenditore italiano (n. 1873)
- 27 novembre - Waldemar Kaempffert, divulgatore scientifico e giornalista statunitense (n. 1877)
- 28 novembre - Mary Booth, medico australiana (n. 1869)
- 28 novembre - Károly Gundel, cuoco, imprenditore e scrittore ungherese (n. 1883)
- 29 novembre - Alberto Albertoni, calciatore italiano (n. 1897)
- 29 novembre - Giuseppe Giuliano Allegra, politico e avvocato italiano (n. 1898)
- 29 novembre - Ettore Croce, politico e pubblicista italiano (n. 1866)
- 29 novembre - Fernando Farese, attore italiano (n. 1901)
- 30 novembre - Jean Bergeret, generale e politico francese (n. 1895)
- 30 novembre - Viggo Wiehe, attore danese (n. 1874)

## Dicembre(68)
- 1º dicembre - Arrigo Menicocci, canottiere italiano (n. 1933)
- 1º dicembre - Walter Scholl, generale tedesco (n. 1884)
- 1º dicembre - Albert Sézary, dermatologo francese (n. 1880)
- 2 dicembre - Dell Henderson, regista, attore e sceneggiatore canadese (n. 1883)
- 2 dicembre - Franz Osten, regista e fotografo tedesco (n. 1876)
- 3 dicembre - Giovanni Emanuele Barié, filosofo italiano (n. 1894)
- 3 dicembre - Ruggero Nuti, archivista e storico italiano (n. 1890)
- 3 dicembre - Aleksandr Michajlovič Rodčenko, pittore e fotografo russo (n. 1891)
- 3 dicembre - Vincenzo Scramuzza, storico statunitense (n. 1886)
- 5 dicembre - Christian Christensen, mezzofondista danese (n. 1876)
- 6 dicembre - Albert Aftalion, economista francese (n. 1874)
- 6 dicembre - B. R. Ambedkar, politico e filosofo indiano (n. 1891)
- 6 dicembre - John Geiger, canottiere statunitense (n. 1873)
- 7 dicembre - Paul Delorme, fisico e imprenditore francese (n. 1868)
- 7 dicembre - Huntley Gordon, attore canadese (n. 1887)
- 7 dicembre - Reşat Nuri Güntekin, scrittore turco (n. 1889)
- 8 dicembre - Jimmie Angel, aviatore e esploratore statunitense (n. 1899)
- 8 dicembre - Marius Barbarou, ingegnere francese (n. 1876)
- 8 dicembre - Muhammad Husayn Haykal, scrittore egiziano (n. 1888)
- 8 dicembre - Maria Luisa di Schleswig-Holstein, principessa inglese (n. 1872)
- 9 dicembre - Charles Joughin, cuoco inglese (n. 1878)
- 9 dicembre - Albert Ward, regista e sceneggiatore britannico (n. 1870)
- 9 dicembre - Hermann Weller, poeta e linguista tedesco (n. 1878)
- 10 dicembre - Hugh Cecil, I barone Quickswood, politico britannico (n. 1869)
- 10 dicembre - Angelo Rescalli, presbitero e pittore italiano (n. 1884)
- 11 dicembre - Stefi Geyer, violinista ungherese (n. 1888)
- 12 dicembre - Felice Berardo, calciatore e arbitro di calcio italiano (n. 1888)
- 13 dicembre - Antonio Gelabert, ciclista su strada spagnolo (n. 1921)
- 13 dicembre - Arthur Grimble, scrittore britannico (n. 1888)
- 13 dicembre - Guiscardo Simoncini, montatore italiano (n. 1894)
- 13 dicembre - Giuseppe Stabile, militare italiano (n. 1874)
- 14 dicembre - Juho Kusti Paasikivi, diplomatico e politico finlandese (n. 1870)
- 15 dicembre - Guido Boni, ginnasta italiano (n. 1894)
- 15 dicembre - Guido Milanesi, scrittore e militare italiano (n. 1875)
- 15 dicembre - William Wright Smith, botanico scozzese (n. 1875)
- 16 dicembre - René Couzinet, ingegnere francese (n. 1904)
- 16 dicembre - Frederick George Donnan, chimico irlandese (n. 1870)
- 16 dicembre - Nina Hamnett, pittrice britannica (n. 1890)
- 17 dicembre - Eddie Acuff, attore statunitense (n. 1903)
- 18 dicembre - Viktor Weißenbacher, calciatore tedesco (n. 1897)
- 19 dicembre - Mario Indelli, diplomatico e ambasciatore italiano (n. 1886)
- 19 dicembre - Adolphe Klingelhoeffer, velocista, ostacolista e rugbista a 15 francese (n. 1880)
- 20 dicembre - Paul Bonatz, architetto tedesco (n. 1877)
- 20 dicembre - Charley Rogers, attore, sceneggiatore e regista cinematografico statunitense (n. 1887)
- 21 dicembre - Paolo Amaldi, psichiatra italiano (n. 1865)
- 21 dicembre - Mikheil Gelovani, attore georgiano (n. 1893)
- 21 dicembre - Luciano Scotti, imprenditore e politico italiano (n. 1885)
- 21 dicembre - Lewis Madison Terman, psicologo statunitense (n. 1877)
- 22 dicembre - Arthur Allman, calciatore inglese (n. 1890)
- 22 dicembre - Henri Callot, schermidore francese (n. 1875)
- 22 dicembre - Nicolae Labiș, poeta rumeno (n. 1935)
- 23 dicembre - Josep Puig i Cadafalch, architetto spagnolo (n. 1867)
- 23 dicembre - Homer Scott, direttore della fotografia statunitense (n. 1880)
- 25 dicembre - William Addison Dwiggins, tipografo, illustratore e designer statunitense (n. 1880)
- 25 dicembre - Vincenzo Vacirca, politico, sindacalista e giornalista italiano (n. 1886)
- 25 dicembre - Robert Walser, poeta e scrittore svizzero (n. 1878)
- 26 dicembre - Frederick Gamage, compositore di scacchi statunitense (n. 1882)
- 26 dicembre - Holmes Herbert, attore inglese (n. 1882)
- 26 dicembre - Arnold Kutzinski, neurologo e psichiatra tedesco (n. 1879)
- 26 dicembre - Preston Tucker, ingegnere e imprenditore statunitense (n. 1903)
- 27 dicembre - Maxine Brown, attrice statunitense (n. 1897)
- 27 dicembre - Ivan Dresser, mezzofondista statunitense (n. 1896)
- 28 dicembre - Lou Handley, pallanuotista e nuotatore italiano (n. 1874)
- 28 dicembre - Oskar Olsen, pattinatore di velocità su ghiaccio norvegese (n. 1897)
- 28 dicembre - Ivan Puni, pittore russo (n. 1894)
- 29 dicembre - Bill Hosket, cestista e allenatore di pallacanestro statunitense (n. 1911)
- 29 dicembre - Lars Martinsen, calciatore norvegese (n. 1908)
- 30 dicembre - Ruth Draper, attrice, drammaturga e italianista statunitense (n. 1884)

## Senza giorno specificato(71)
- Gabrielle Achenbach, pittrice francese (n. 1871)
- Doca, calciatore brasiliano (n. 1903)
- Walter Andrae, archeologo tedesco (n. 1875)
- Claudio Argentieri, editore italiano (n. 1891)
- Umberto Bargellini, pittore italiano (n. 1884)
- Hugo Constantin Bartels, architetto tedesco (n. 1899)
- Felix Bernstein, matematico tedesco (n. 1878)
- Emma Boghen Conigliani, scrittrice, traduttrice e critica letteraria italiana (n. 1866)
- Vittorio Bonomi, militare, aviatore e imprenditore italiano (n. 1891)
- Giovanni Broglio, architetto italiano (n. 1874)
- Nellie A. Brown, botanica statunitense (n. 1876)
- Norbert Bézard, sindacalista francese (n. 1896)
- Cai Guiqin, insegnante cinese (n. 1877)
- Edward Alfred Cockayne, pediatra britannico (n. 1880)
- Gustavo Cumin, geografo italiano (n. 1896)
- Ernst Robert Curtius, critico letterario e saggista tedesco (n. 1886)
- Nicolas De Corsi, pittore italiano (n. 1882)
- Ewald André Dupont, regista, sceneggiatore e produttore cinematografico tedesco (n. 1891)
- Oskar Eberle, drammaturgo, regista e storico svizzero (n. 1902)
- Taha El-Gamal, nuotatore e pallanuotista egiziano (n. 1923)
- Emil Dorian, poeta, scrittore e medico rumeno (n. 1893)
- Teresa Feoderovna Ries, scultrice austriaca (n. 1874)
- René Fernández, calciatore boliviano (n. 1906)
- Walter Fritzsche, calciatore tedesco (n. 1895)
- Nicola Fusati, tenore italiano (n. 1876)
- Carlos Gabín, cestista uruguaiano (n. 1906)
- Angelo Carlo Galbiati, pittore italiano (n. 1894)
- Massimiliano Gallelli, pittore italiano (n. 1863)
- Liri Gega, partigiana e politica albanese (n. 1917)
- Rose Gelbert, golfista francese (n. 1874)
- Felipe Gil, cantante e compositore messicano (n. 1913)
- Mario Guaita-Ausonia, attore e regista italiano (n. 1881)
- Vasilii Petrovich Gutsevich, geologo kazako (n. 1893)
- Emmett C. Hall, sceneggiatore statunitense (n. 1882)
- Russell Hall, giocatore di curling canadese (n. 1890)
- Helmer Julius Hanssen, navigatore e esploratore norvegese (n. 1870)
- Aino Kallas, scrittrice finlandese (n. 1878)
- Fred Lawrence, giocatore di snooker britannico (n. 1895)
- Paolo Lembo, avvocato e politico italiano (n. 1865)
- Francesco Lenci, storico e scrittore italiano (n. 1869)
- Guido Leto, poliziotto italiano (n. 1895)
- José María Leyva, generale, politico e rivoluzionario messicano (n. 1877)
- Maurice Lorrain, neurologo francese (n. 1867)
- Luigi Maria Magistretti, arpista italiano (n. 1887)
- Mentore Maltoni, scultore italiano (n. 1894)
- Camillo Mandelli, liutaio italiano (n. 1873)
- Aleksandr Nikolaevič Martynov, calciatore russo (n. 1892)
- William Marçais, orientalista francese (n. 1872)
- Bror Meyer, pattinatore artistico su ghiaccio svedese (n. 1885)
- Franz Miller, imprenditore italiano (n. 1877)
- Ludger Mintrop, geofisico e sismologo tedesco (n. 1880)
- Assunto Mori, geografo italiano (n. 1872)
- Ernestina Orlandini, pittrice tedesca (n. 1869)
- Roberto Palmarocchi, storico e giornalista italiano (n. 1887)
- Giulio Passaglia, scultore italiano (n. 1879)
- Geoffrey Phibbs, poeta irlandese (n. 1900)
- Biagio Pogliano, imprenditore e inventore italiano (n. 1896)
- Paolo Revelli Beaumont, geografo italiano (n. 1871)
- Giovanni Battista Rossino, pittore italiano (n. 1872)
- Raimondo Sala, politico italiano (n. 1890)
- Jesús Salas Barraza, generale messicano (n. 1888)
- Jean van Silfhout, nuotatore, canottiere e pallanuotista olandese (n. 1902)
- Agostino John Sinadino, poeta italiano (n. 1876)
- Nicola Tabassi, politico italiano (n. 1880)
- Amedeo John Engel Terzi, entomologo e illustratore italiano (n. 1872)
- Mattia Traverso, pittore italiano (n. 1885)
- Nikolaos Trikoupīs, tiratore a segno greco (n. 1869)
- Ettore Veo, giornalista, commediografo e saggista italiano (n. 1888)
- Josef Wilhelm, ginnasta svizzero (n. 1892)
- Abd al-Rahman ibn Nasir al-Sa'di, religioso saudita (n. 1889)
- Anders de Wahl, attore teatrale svedese (n. 1869)